# Vocale nasale
Una vocale nasale è una vocale prodotta con il velo palatino abbassato, che permette il passaggio dell'aria nelle fosse nasali, creando così una risonanza caratteristica.

## Vocali nasali
In linea di principio, tutte le vocali possono essere realizzate sia col velo palatino alzato (vocali orali) sia col velo palatino abbassato (vocali nasali). Nella trascrizione dell'IPA le vocali nasali si scrivono col segno della tilde sopra la relativa vocale orale (ad esempio [ã] e [õ]).
Non tutte le lingue possiedono vocali nasali fonologicamente rilevanti, cioè portatrici di un significato che le differenzi da quelle orali: tra le lingue che le possiedono, si segnalano ad esempio il francese e il portoghese, il polacco, l'irlandese, un buon numero di varietà dell'Italia settentrionale, il caltagironese (un dialetto siciliano orientale con influenza ligure) e il sardo campidanese occidentale ed oristanese.

## Nasalizzazione e de-nasalizzazione
I suoni nasali possono dar luogo a diversi fenomeni fonetici, il più caratteristico dei quali è la nasalizzazione delle vocali davanti a consonanti nasali, che possono anche sparire. Ad esempio, dal latino bonum > milanese [bũː] (grafia <bon>).
Viceversa, una vocale nasale può perdere questo tratto (si parla allora di denasalizzazione). Si veda ad esempio il bergamasco [bu] "buono", che discende probabilmente da forme con vocale nasale, come il milanese [bũː].
La nasalizzazione può anche essere spontanea, senza la presenza di una nasale precedente. La si rileva spesso, per esempio, nel berbero della Cabilia per le vocali in fine di parola, ad esempio tira (pronuncia [θirã]) "scrittura". Fenomeni di questo tipo sono relativamente frequenti nelle lingue semitiche, dove sono noti col nome di mimazione e di nunazione.